# ويليام إس. ليفينغستون
ويليام إس. ليفينغستون (بالإنجليزية: William S. Livingston)‏ هو عالم سياسة أمريكي، ولد في 1 يوليو 1920 في أيرنتون في الولايات المتحدة، وتوفي في 15 أغسطس 2013 في Austin, Chicago ‏ في الولايات المتحدة.